# Зрубний дерев'яний будинок

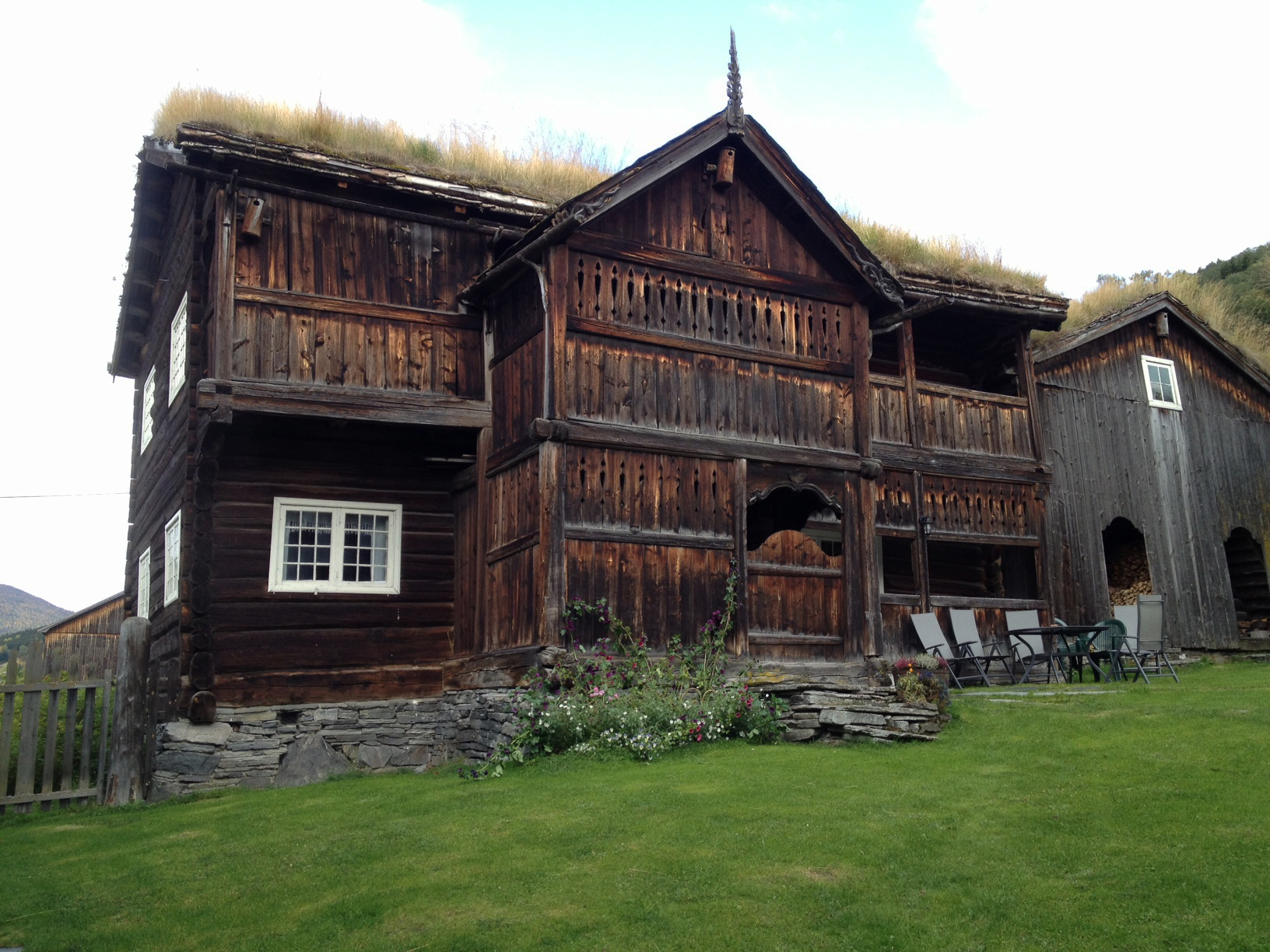
Фермерський будинок 17 століття в Хейдалі, Норвегія.

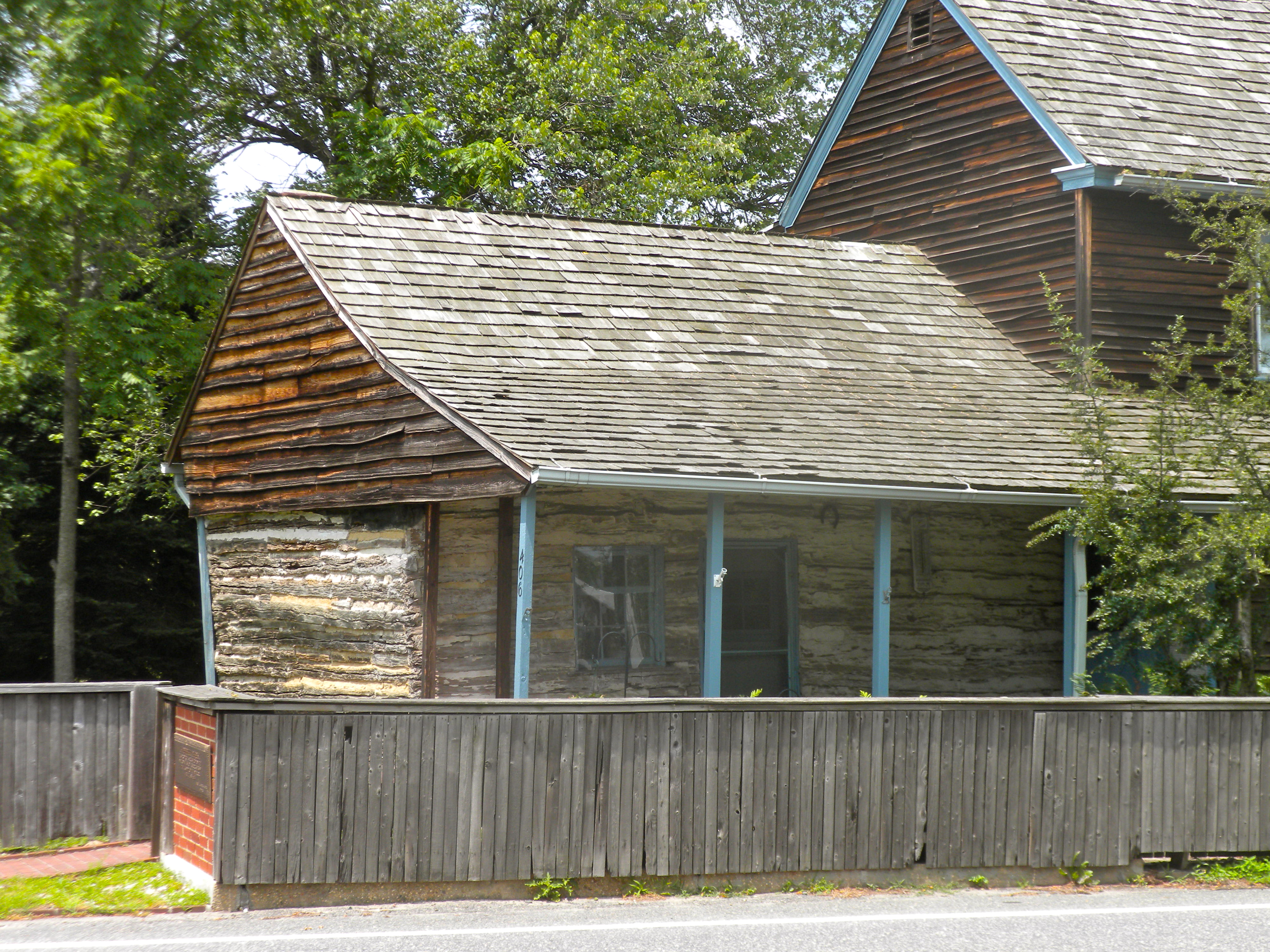
Зруб C.A. Nothnagle Log House 23 квітня 1976 р. на Swedesboro-Paulsboro Rd., Гіббстаун (Нью-Джерсі). Побудований у 1638 році.

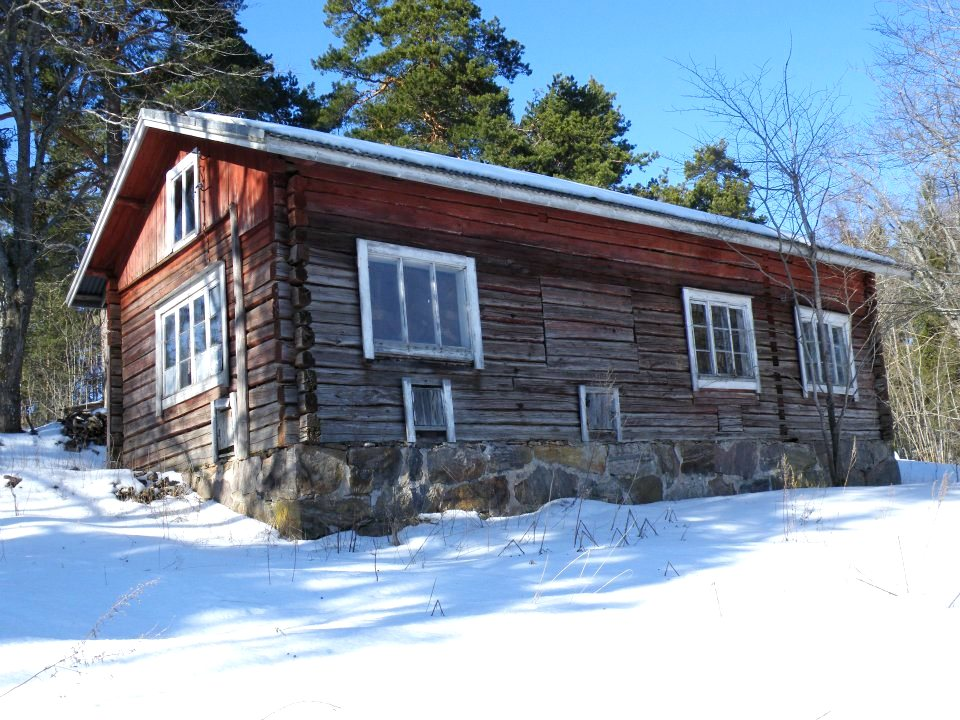
Старий зруб в Паргасі, Фінляндія.

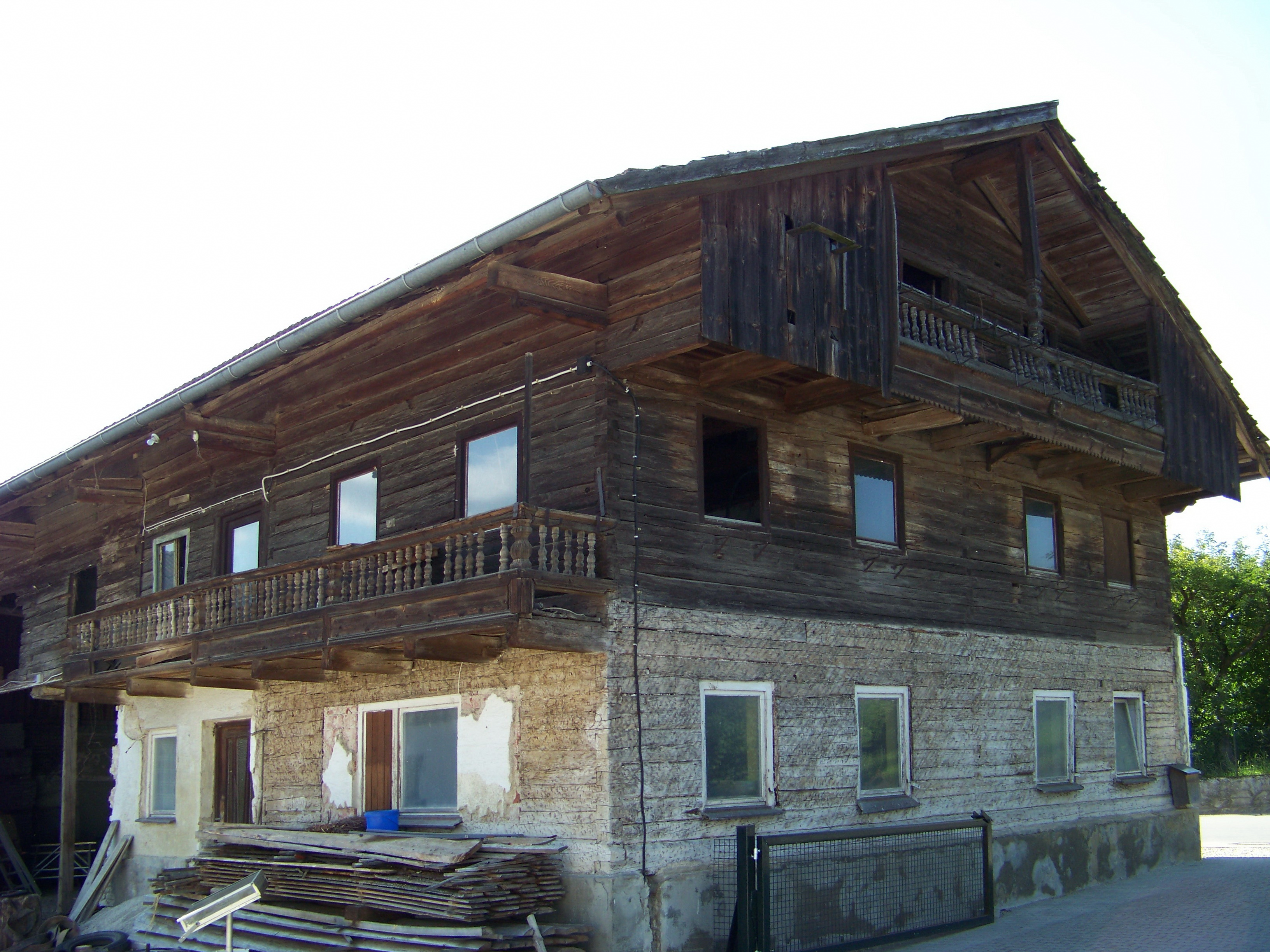
Зруб німецькою мовою називається Blockbau. Фермерський типовий зрубний будинок в Баварії, Німеччина

Зрубний дерев'яний будинок, також зрублений, зрубний або колодяний, рублений або різаний  з «плах», «обаполів», дерев'яний будинок — зрубна будівля, збудована зі складених одна на одну горизонтально необроблених або оброблених колод, з'єднаних на торцях зарубкою. Колоди можуть бути круглими, прямокутними, обтесаними в іншій формі, розрізаними вручну у вигляді дощок, або розпиляними за допомогою механічної обробки, виготовленими вручну або фрезерованими. Будинки, складені з чотиригранних колод-брусів, також називаються брусованими. Колоди можуть бути фрезеровані (також звані машинно-профільовані) — виготовлені за допомогою фрезерної машини для зрубу, і тоді будинок виготовляється з колод, які пройшли виробничий процес, котрий надав деревині відповідних розмірів та зовнішнього вигляду. Термін «зруб» зазвичай стосується меншого, більш сільського зрубу, такого як мисливський будиночок у лісі, який може мати електрики чи водопроводу.  
Рублені будинки поширені в багатьох країнах, багатих лісом. В Україні рублена хата є традиційним житлом на Поліссі та в Карпатах. Конструкція з колод була найпоширенішою технікою будівництва у великих регіонах Швеції, Фінляндії, Норвегії, країн Балтії та Росії, де прямі та високі хвойні дерева, такі як сосна та ялина, легко доступні. Така конструкція також широко використовувалася для народних будівель у Східній Центральній Європі, Альпах, на Балканах і в деяких частинах Азії (Сибір), де переважають подібні кліматичні умови. У більш теплих і західних регіонах Європи, де переважають листяні дерева, натомість віддавали перевагу дерев'яним каркасним спорудам. Подальшим розвитком зрубу є фахверк.
Зруби ручної роботи протягом століть будували у Фенносканді, фіно-угорських областях, таких як Карелія, Лапландія, східна частина Фінляндії. Також у Скандинавії, Росії та Східній Європі, і, як правило, будували лише за допомогою сокири, ножа та колод. Поселенці з північної Європи привезли ремесло до Північної Америки на початку 17 століття, де його швидко перейняли інші колоністи та корінні американці. Ймовірно, найстарішим збереженим дерев'яним будинком у Сполучених Штатах є зруб C. A. Nothnagle Log House (близько 1640 р.) у Нью-Джерсі.

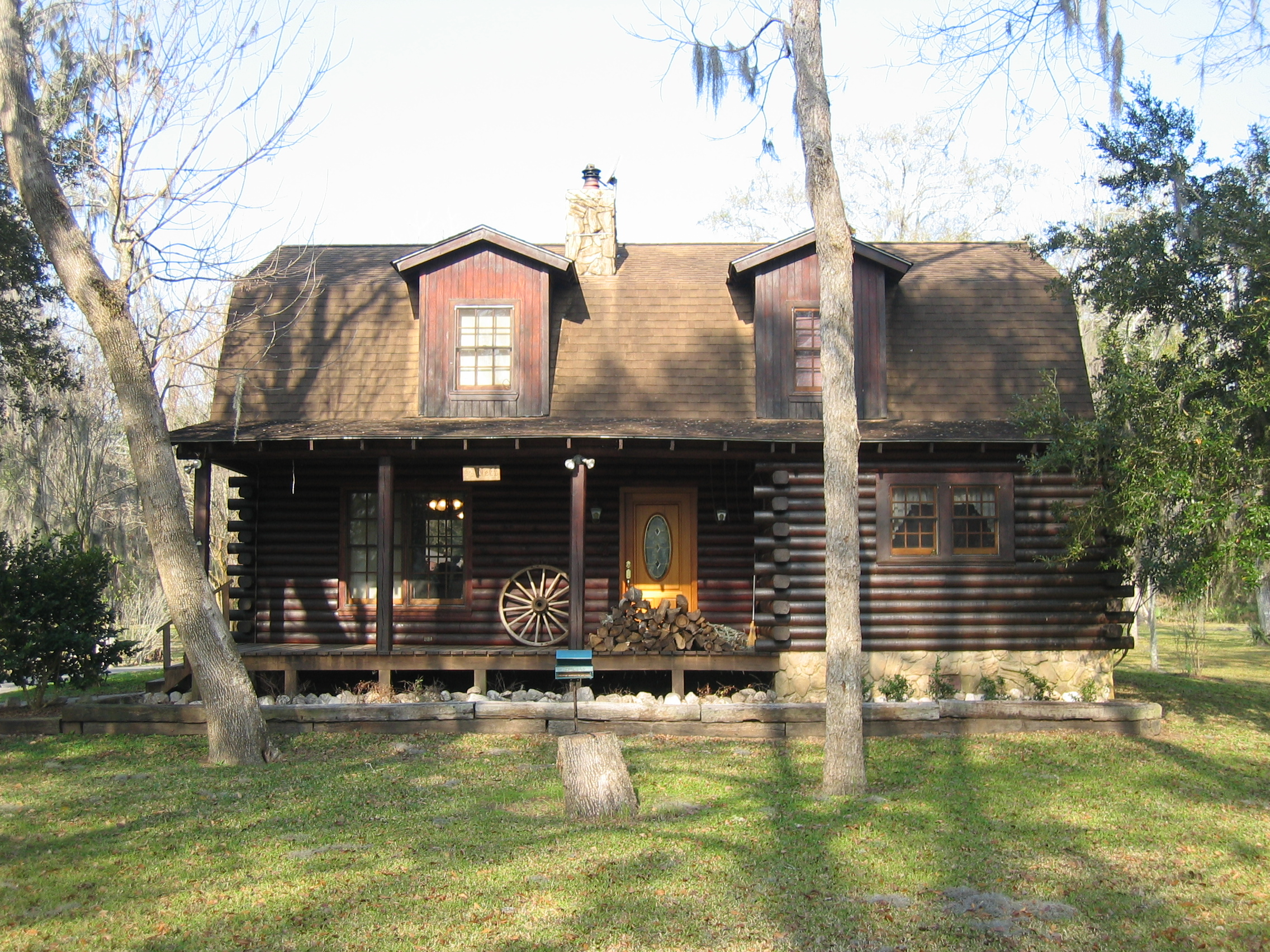
Фрезерований будинок

## Історія

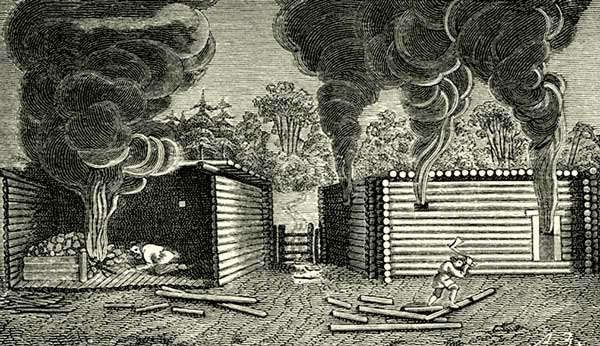
Димова піч в курній ізбі

До X ст. типовим східнослов'янським житлом була напівземлянка — дерев'яна хата, приблизно на третину заглиблена в землю. Це була проста яма зі зрубом з 3-4 вінців над нею. У найдавніших півземлянках дверей не було, їх замінював лаз під нижнім вінцем, прикритий запоною або зв'язаними половинками чурбаків (припускають, що саме від такої конструкції входу веде походження і слово «лазня»). Печі також не було, замість неї — вогнище з каміння, приміщення опалювали «по-чорному». Вікон не було, а дим виходив через вхідний отвір. Часто в таких півземлянках разом з господарями розміщалася і свійська худоба.
Протягом часу напівземлянка вдосконалювалася, її стали будувати повністю на поверхні ґрунту, з'явилася піч, первісно без димаря — така хата теж топилася «по-чорному» (курна хата), такий спосіб опалення траплявся аж до початку XX ст. Надалі до печі стали привлаштовувати димовловлювач («кіш», «куш», «капа», «окап», «кобилка», «кобулка», «кох», «рура»), який відводив дим на горище або в сіни (топлення «по-сірому»). Набагато пізніше з'явилися хати, що топилися «по-білому» — піч в них мала повноцінний димар.
Спочатку хата була однокамерною, пізніше до неї почали добудовувати сіни. У XVII столітті з'явилась прибудована комора.
Конструкція печей могла бути різною. У Північній Росії переважали печі сухої кладки, без розчину. В Ізборську виявлені залишки глиняних печей — у вигляді купола висотою 1 метр на кам'яній основі розміром близько 1×1 м. У більш південних районах (Верхній Дон, Пооччя, Середня Наддніпрянщина) поширенішими були печі з каменю й глини. Розміри їхніх підмурків їх сягали 1,5х2 метрів. У Верхній та Середній Наддніпрянщині більш звичайними були печі, складені з одної глини, розміром до 1,5 метрів у поперечнику й до 1,2 метрів заввишки.
Вогнища траплялися рідше, переважно на Дону, в Пооччі (у в'ятичів), на Лівобережжі Дніпра (у сіверян) і на Псковщині (у кривичів).

## Українська рублена хата

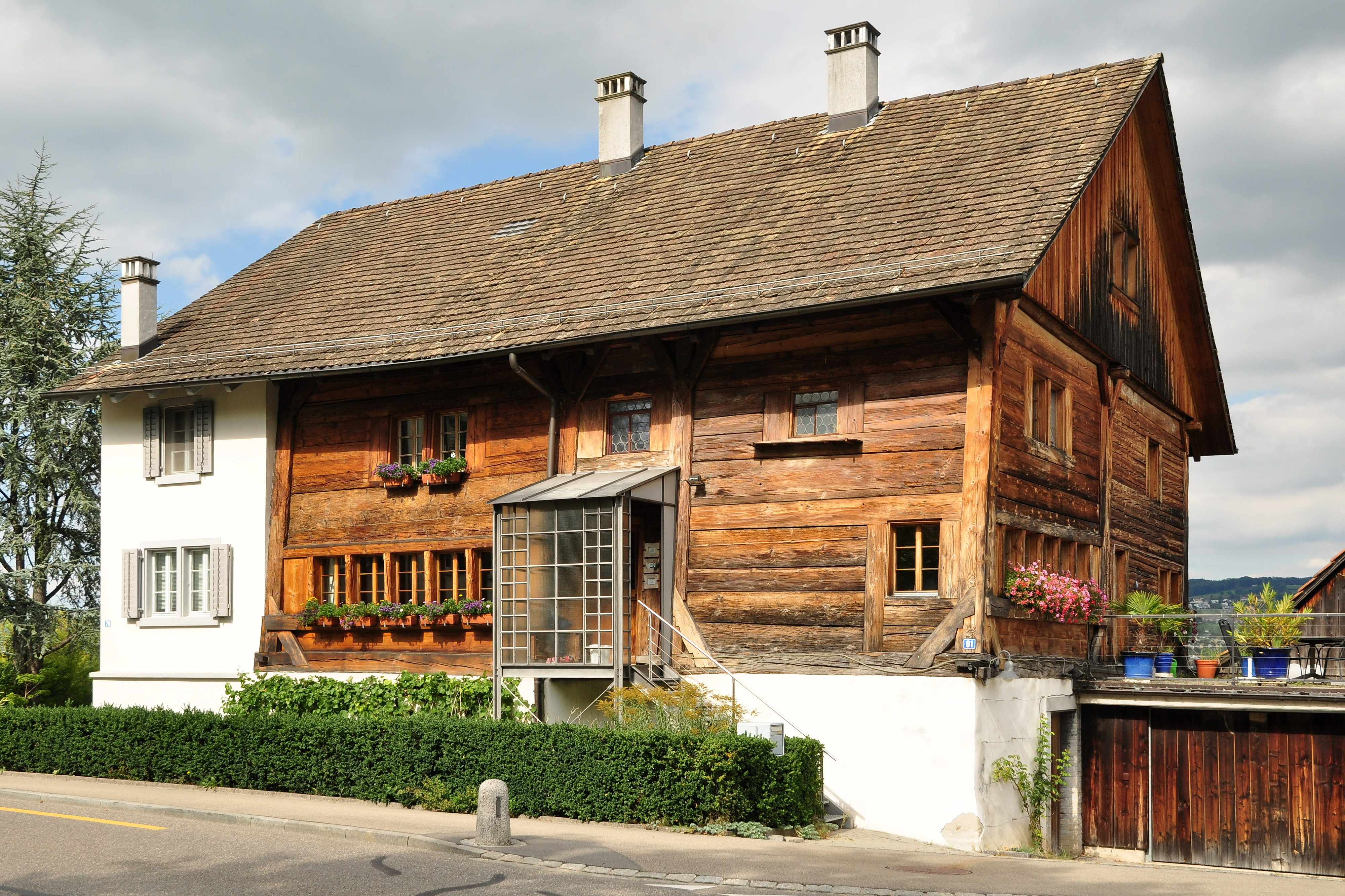
Двоповерховий рублений будинок у Швейцарії, збудований за технологією «у шули»

Рублені хати були поширені в лісистих місцях України — Поліссі, Карпатах. У лісостепних районах вона траплялася рідко, саме посідання нею було ознакою багатства, це відбите і в старовинній пісні: «В мене рублена хата, Та не люблять дівчата!». Рублені хати у східноукраїнських районах мали зовнішню схожість з хатами-мазанками: вибілені стіни, солом'яна або очеретяна чотирисхильна стріха.
Спочатку влаштовується фундамент. Колись в основі майбутньої хати встановлювали стояни — невисокі (30-35 см) чурбаки, які слугували фундаментом. Замість стоянів могли використовувати камені або горизонтальні колоди — підвалини. На цій основі починали класти вінці зрубу, причому до висоти вікон використовували дерево міцних порід, довгі колоди «від кута до кута» називалися прави́лами. На висоті вікон вінці клали з м'якішого дерева, простір між проймами заповнювали короткими колодами — сумаками, над вікнами викладали ще 3-4 вінці. На колоди верхнього вінця (ощепини, ощіп, ощеп) закочували стельову балку — сволок, на який клали 2-4 менші балки — сволочки. Зверху на сволочки стелили дошки (що можуть зватися по-різному — поперечні, стелини, слижі, слижаки).
У традиційному українському будівництві використовували кілька способів з'єднання колод у кутах — «на вугла» («в обхват», «в угли», «на угла», «на замок») і «у зуб» («на каню», «на модли»). Як і хати-мазанки, рублені хати білили ззовні і зсередини, іноді стіни обмазували глиною з гравієм («грузом»). Навколо хати влаштовували призьбу.
Дах можуть крити по-різному. У багатьох районах України була поширена солом'яна або очеретяна покрівля, у багатих лісом районах для покрівлі використовували переважно ґонт, драниці, тес. Традиційним є чотирискатний дах, у розрізі він являє собою рівнобічний трикутник з прямим кутом у вершині. Для його влаштування встановлювали крокви — довгі нахильні бруси, з'єднані зверху, наріжні крокви називалися наріжниками або наріжницями. Між собою крокви з'єднувалися також поперечними перемичками — бантинами. Зверху до кроков на відстані 30-35 см одна від одної кріпилися елементи обрешітки — лати. Солом'яну або очеретяну покрівлю (стріху) починали крити згори донизу, у нижній частині робили виступи, що утворювали навіс. У деяких районах хати робили з рубленими фронтонами — з дедалі коротших догори колод (самців), на які укладали поздовжні лати дахової обрешітки (так звані «самцеві дахи»).
Перед входом влаштовували сіни, у випадку трикамерної хати сінями слугував простір між житловою хатою і коморою.
Для обігрівання житла в хатах клали руську піч (найчастіше без димаря), пізніше поширення набула грубка.
За статистичними даними з 1924 року в Україні 50% досліджених хат були побудовані з дерева (у зруб і в сохи), 33 % — з глини, 6 % — з каменю.

### Дерев'яна хата «у шули»
Окрім вінцевої технології, існувала інша — так зване рублення «у шули». Наприкінці XIX — початку XX ст. цей спосіб був ледь не поширеніший, ніж перший, бо був значно дешевше. Для побудови «у шули» по кутах майбутньої хати в землю вкопували приблизно на 1 м обтесані колоди — сохи. Такі ж колоди, але меншої товщини, вкопували на місці майбутніх дверних і віконних пройм. Зверху на сохи укладали вінець з трьох рядів колод — ощіп (ощеп), що слугував основою даху. У сохах були пророблені жолобки, в які вставлялися дошки, що й утворювали стіни, які решетили, обмазували глиною і окружали призьбою.

### Дерев'яна хата «у торч»
Існував ще один спосіб побудови дерев'яної хати. У цьому разі між сохами вертикально вкопували в землю дошки, з'єднані поперечними латами. Конструкцію так само решетіли й обмазували глиною.

## Російська рублена хата (Ізба)
Ізба (рос. Изба) — назва дерев'яного будинку в сільській місцевості Росії.
Детальніше див.: Етимологія слова Ізба
Див.також: Ізба (значення)

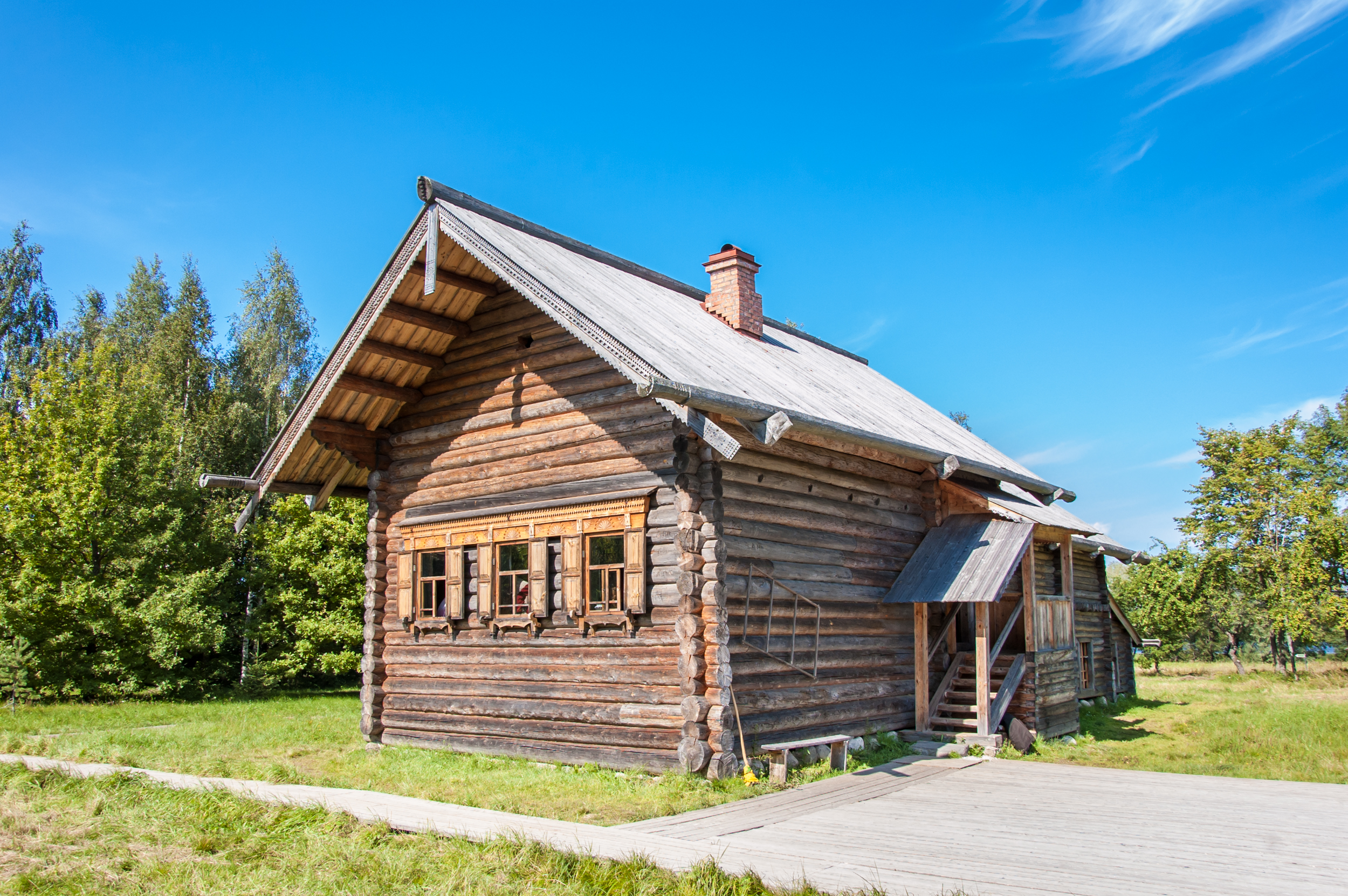
Зруб в російському стилі. Ізба К.А. Утьонковой з села Усть-Кіровське Пестовського р-ну, Новгородської обл.
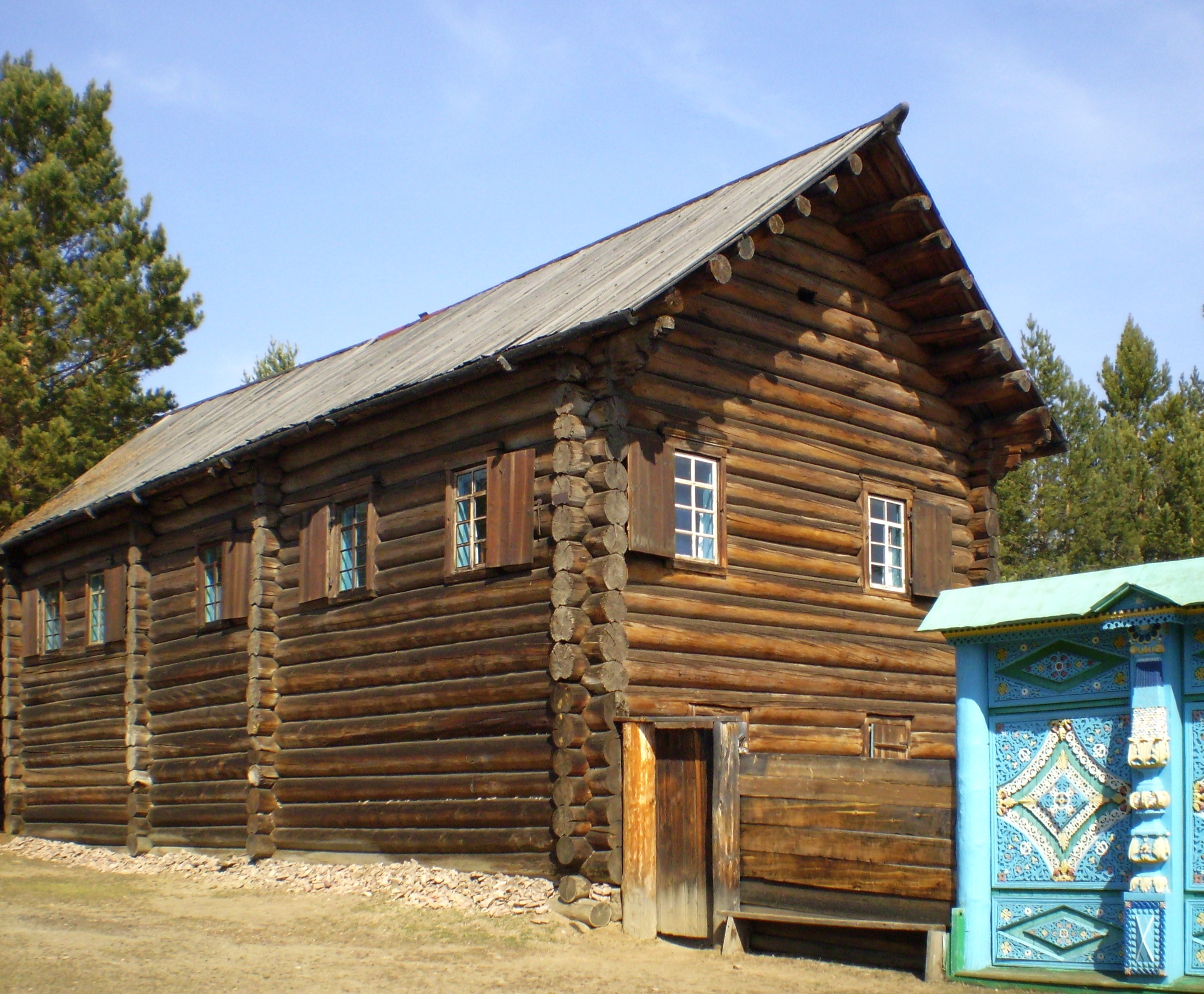
Російська шестистінна старообрядська рублена ізба. Етнографічний музей народів Забайкалля, Улан-Уде

## Білоруська рублена хата
Найдавнішим типом білоруського житла є напівземлянка. Далі отримали поширення зрубні конструкції, звичайними були хати з сінями, з одною або двома кімнатами, іноді зроблені одним цілим з господарськими приміщеннями. Хати на підмурку поширені з XIX ст.
Хати найчастіше рубали з сосни або ялини. Крили хати соломою, очеретом, дранкою, ґонтом, рідше черепицею, з XX ст. — бляхою. До кінця XIX ст. поширеним типом підлоги була долівка, пізніше її змінила дощана на лагах. Як і російські північні хати, білоруські також могли прикрашатися різьбою, підзорами, лиштвами. Важливим елементом декору хати були тонкі дошки-шалівки: розташовуючи їх під різними кутами, створювали різноманітні візерунки (квадрати, ромби, трикутники).

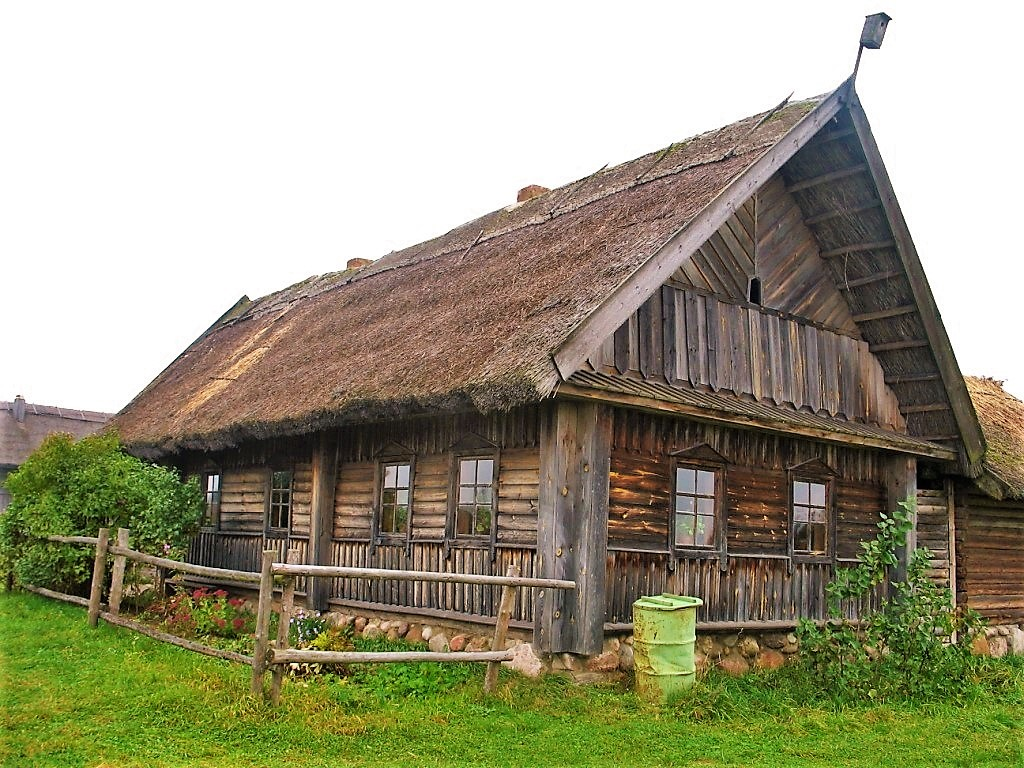
Білоруська хата
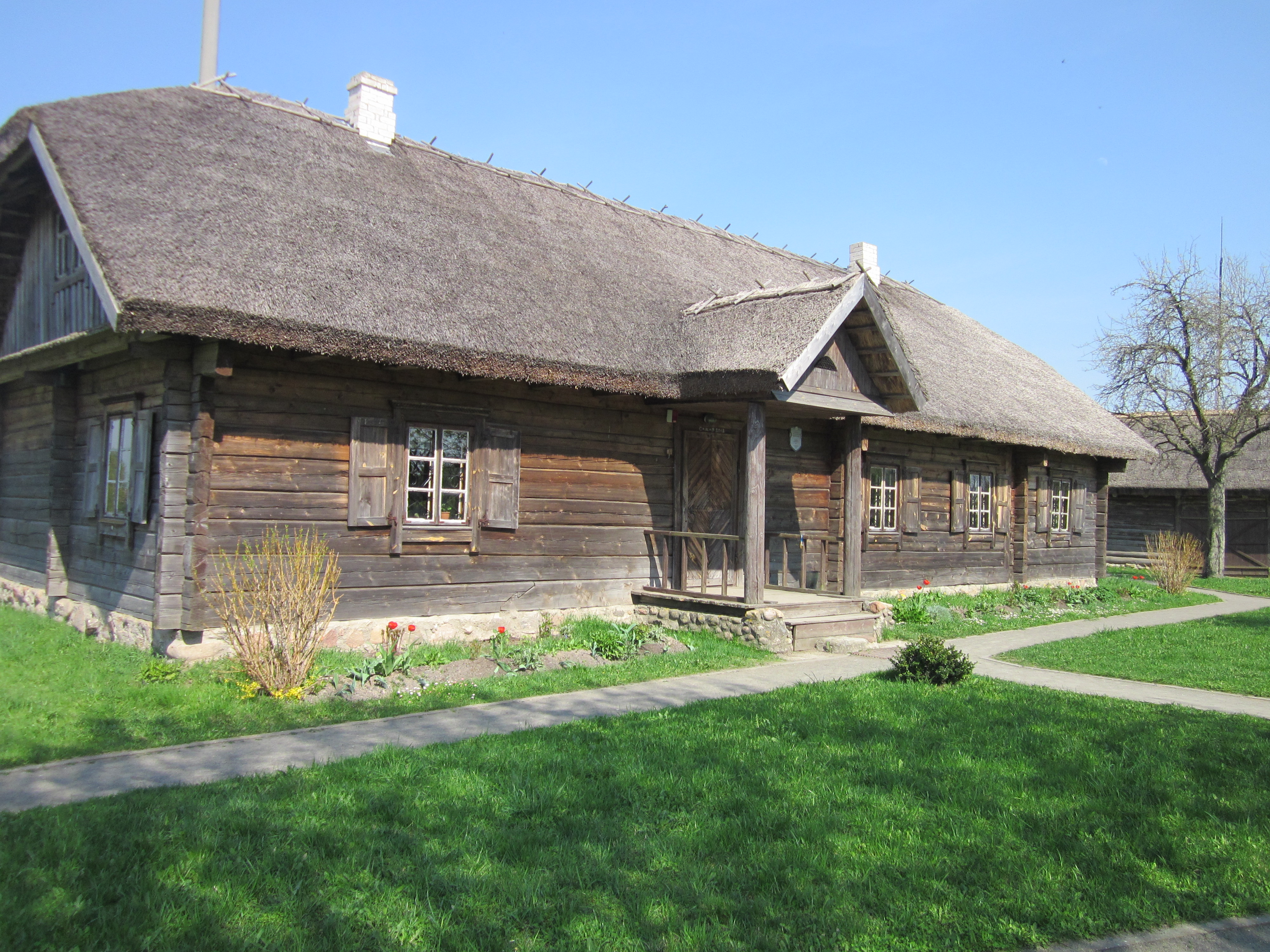
Будинок-музей А. Міцкевича
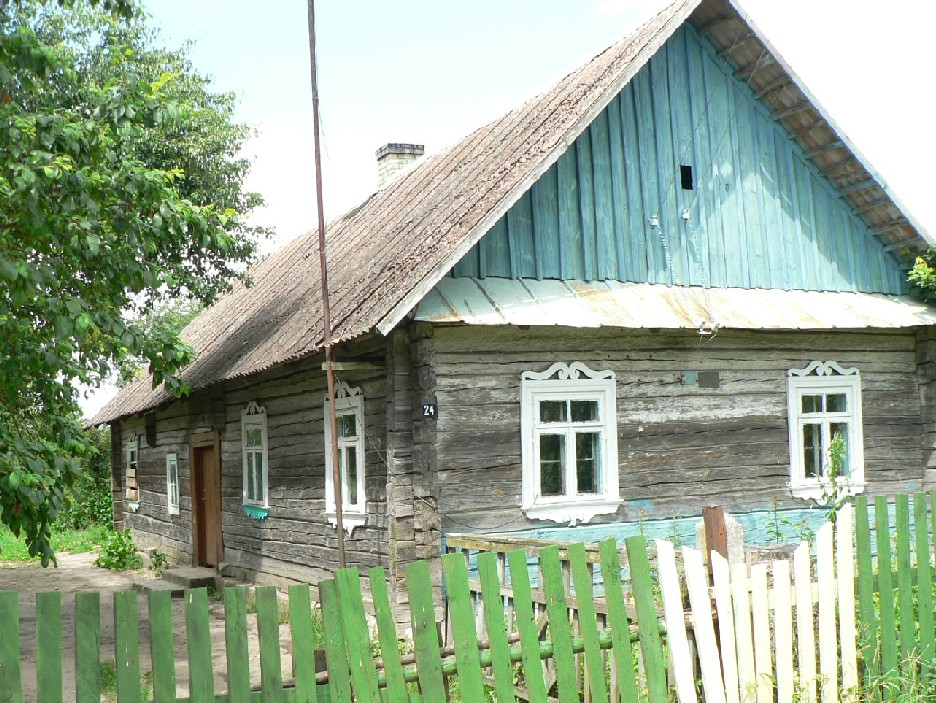
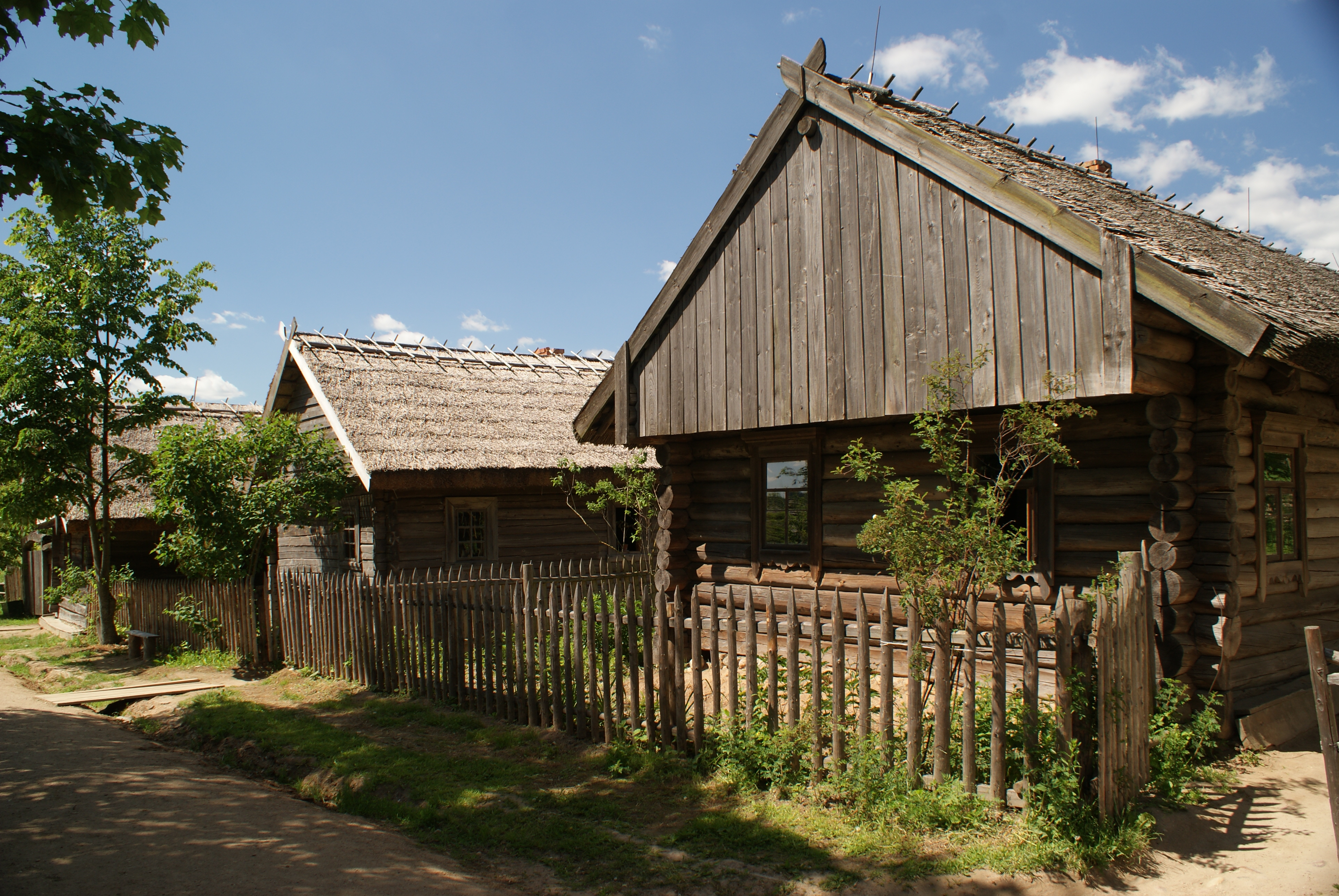
Білоруські хати

## У культурі
|                                         | Хата моя рубленая, Сіни на помості, І сам йду й коня веду До милої в гості. |
| — «Хата моя рубленая», українська пісня |                                                                             |

|                                | Дім боярина збудований був із грубих, у чотири гранки гладко обтесаних і гиблем на споєннях вигладжених ялиць, будованих в угла, так, як тепер ще будують наші сільські хати. Покритий був грубими драницями, обмазаними зверха грубою верствою червоної у воді нерозмокаючої глини. Вікна, як і у всіх хатах, обернені були на полудне; замість шибок понапинані були на рами волові міхури, що пропускали слабе, жовтаве світло досередини. Входові двері спереду і ззаду вели до просторих сіней, яких стіни обвішані були всіляким оружжям, оленевими та жубровими рогами, шкірами з диків, вовків і ведмедів. З сіней на оба боки вели двері до кімнат, просторих, високих, з глиняними печами без коминів і з дерев'яними, гарно вирізуваними полицями на всяку посуду. Одна світлиця бояринова, а друга, по другім боці сіней, — його доньки. Ззаду були дві широкі комори: в одній кухня, в другій — служебна. |
| — І. Я. Франко, «Захар Беркут» | |

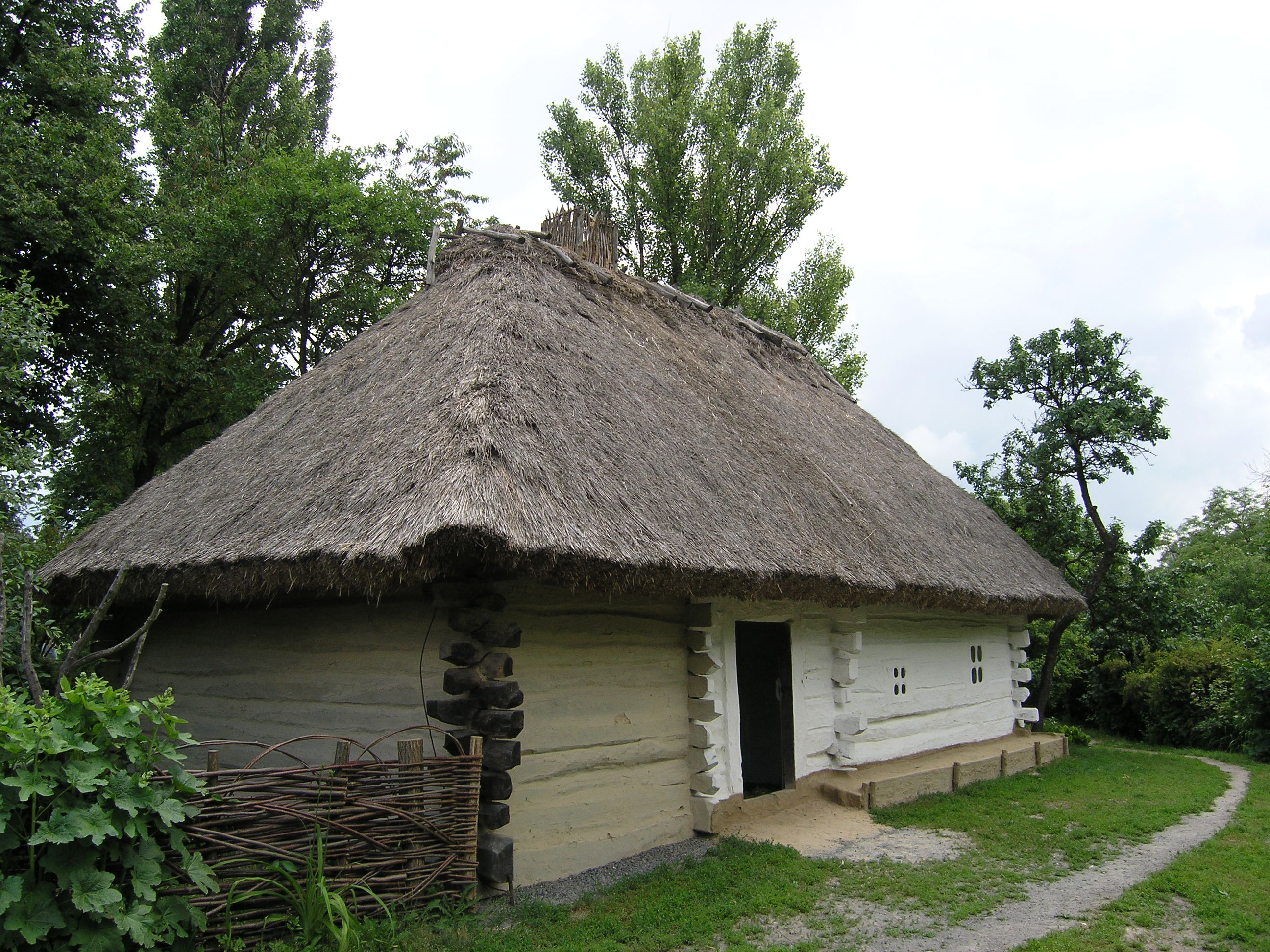
Батьківська хата Кобзаря. Національний заповідник «Батьківщина Тараса Шевченка»
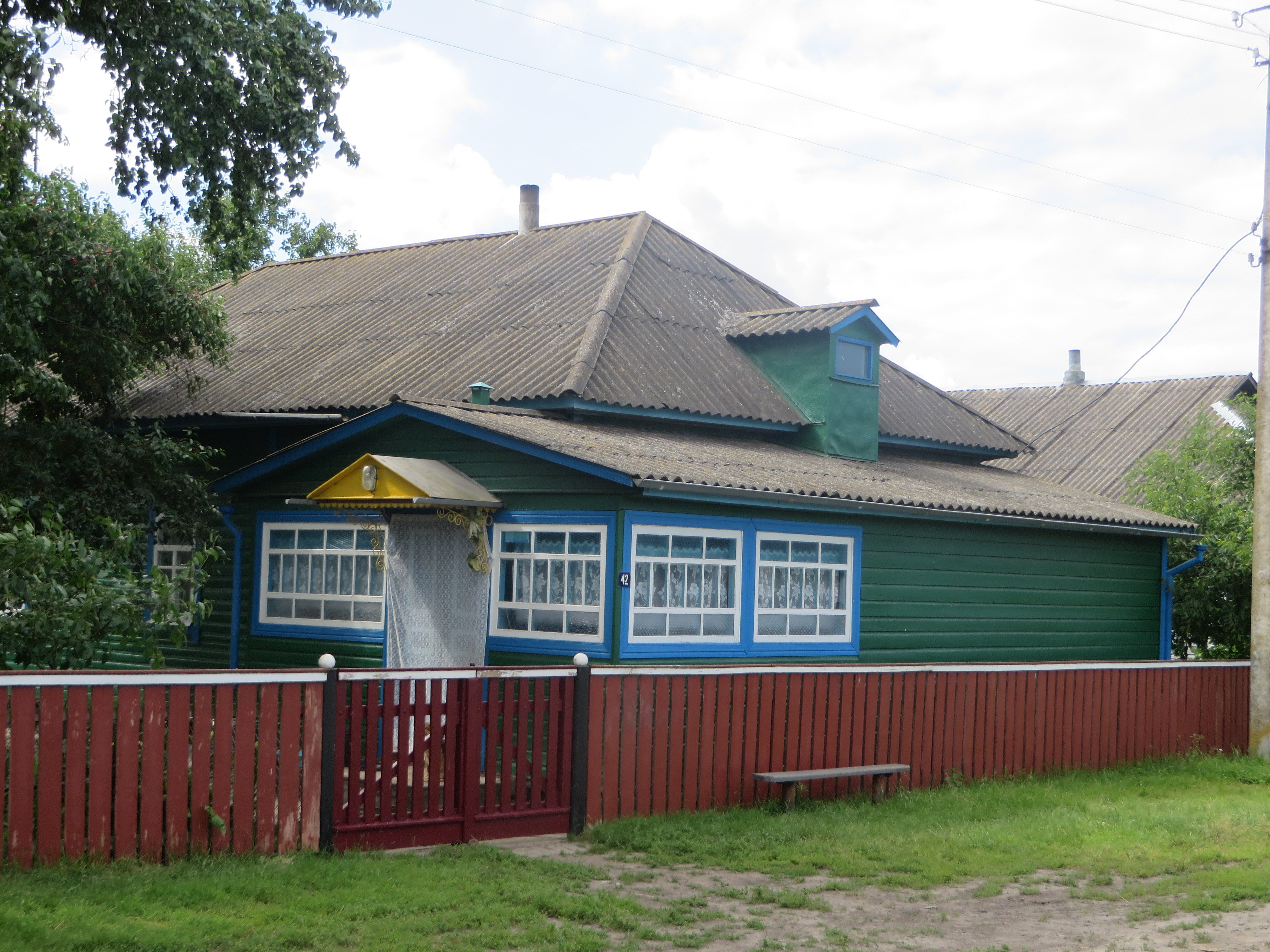
Типова поліська хата. Село Пенязівка Чернігівської області
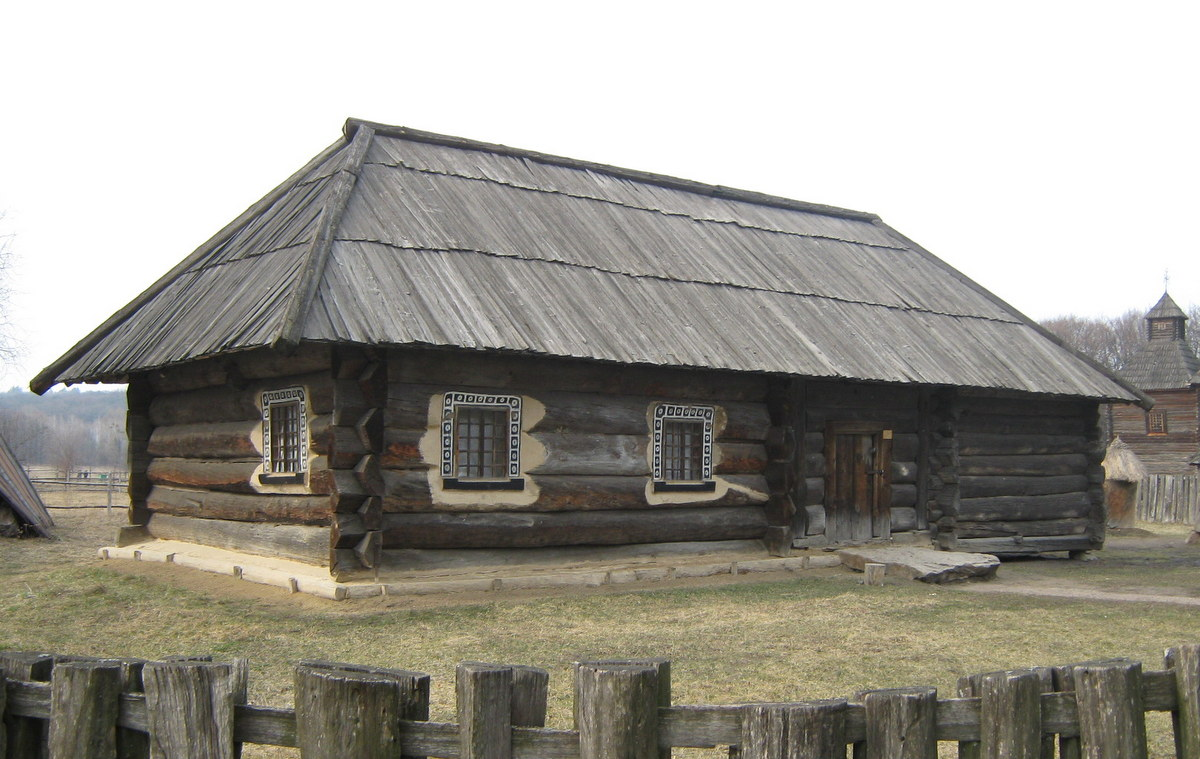
Хата з села Бехи Житомирської обл.
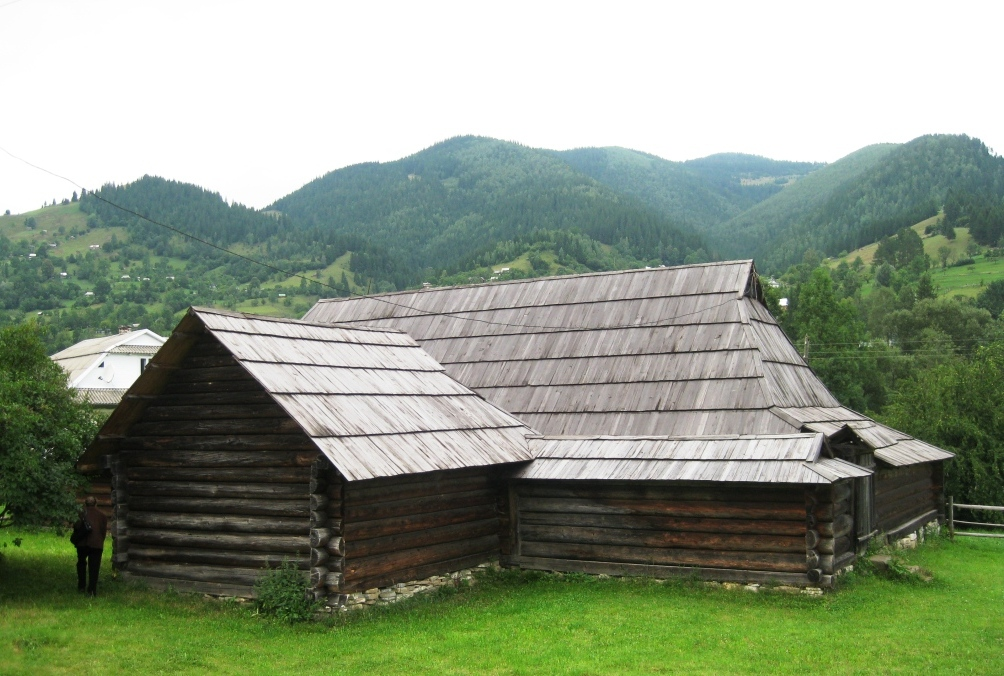
Ґражда
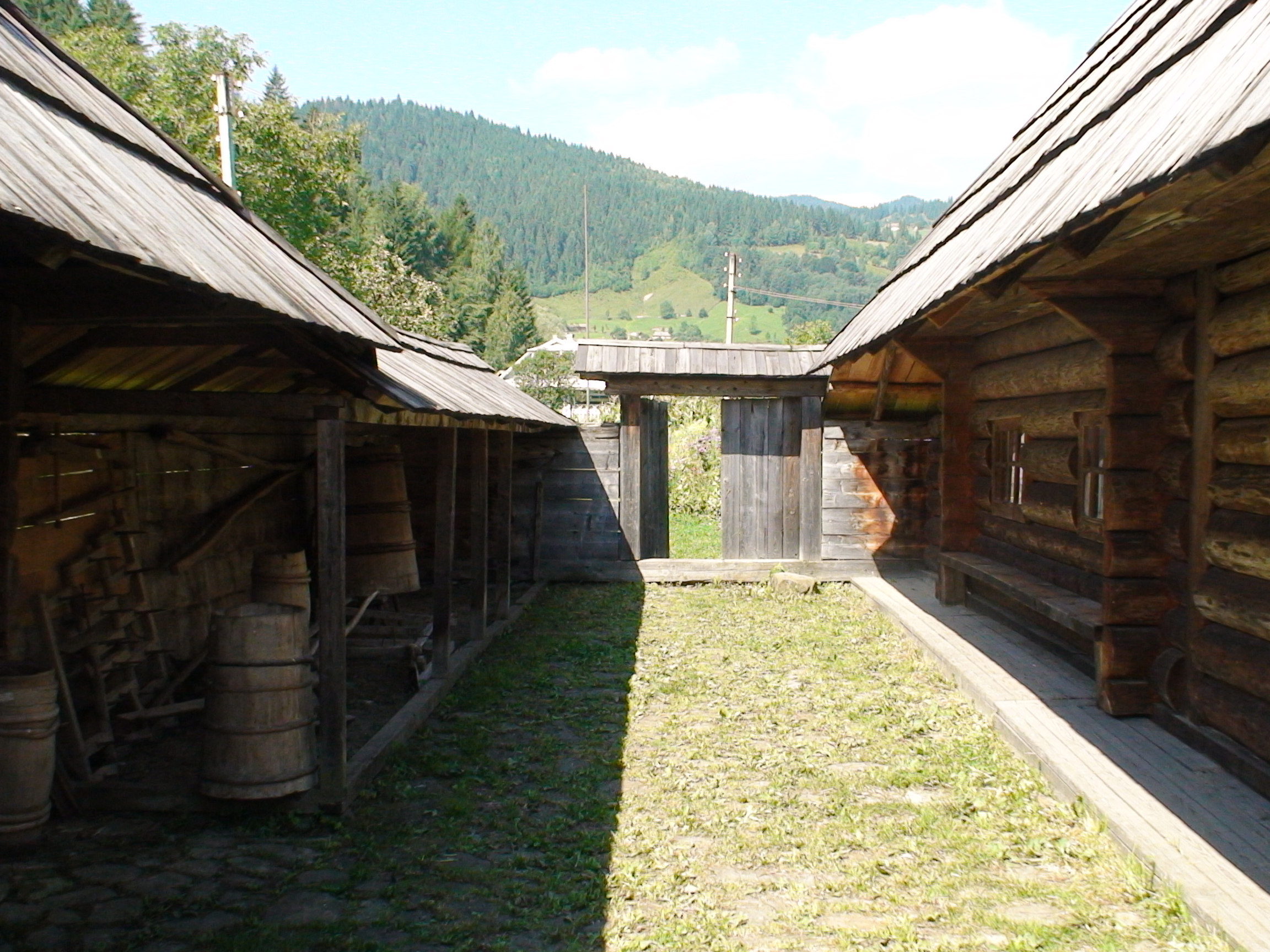
Хата в Карпатах — елемент ґражди
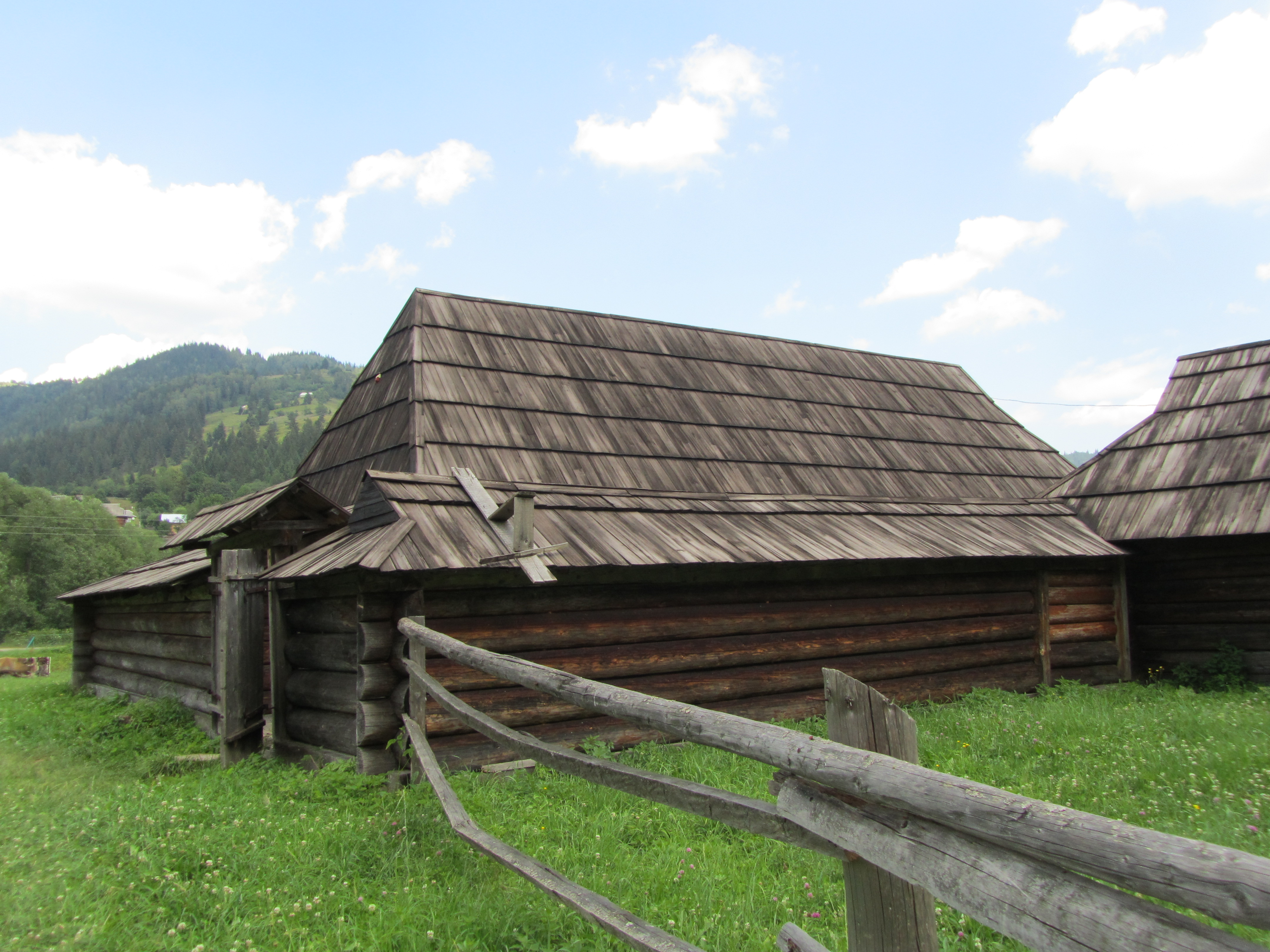
Рублена хата в гуцульській ґражді. Село Криворівня Верховинського району Івано-Франківської області
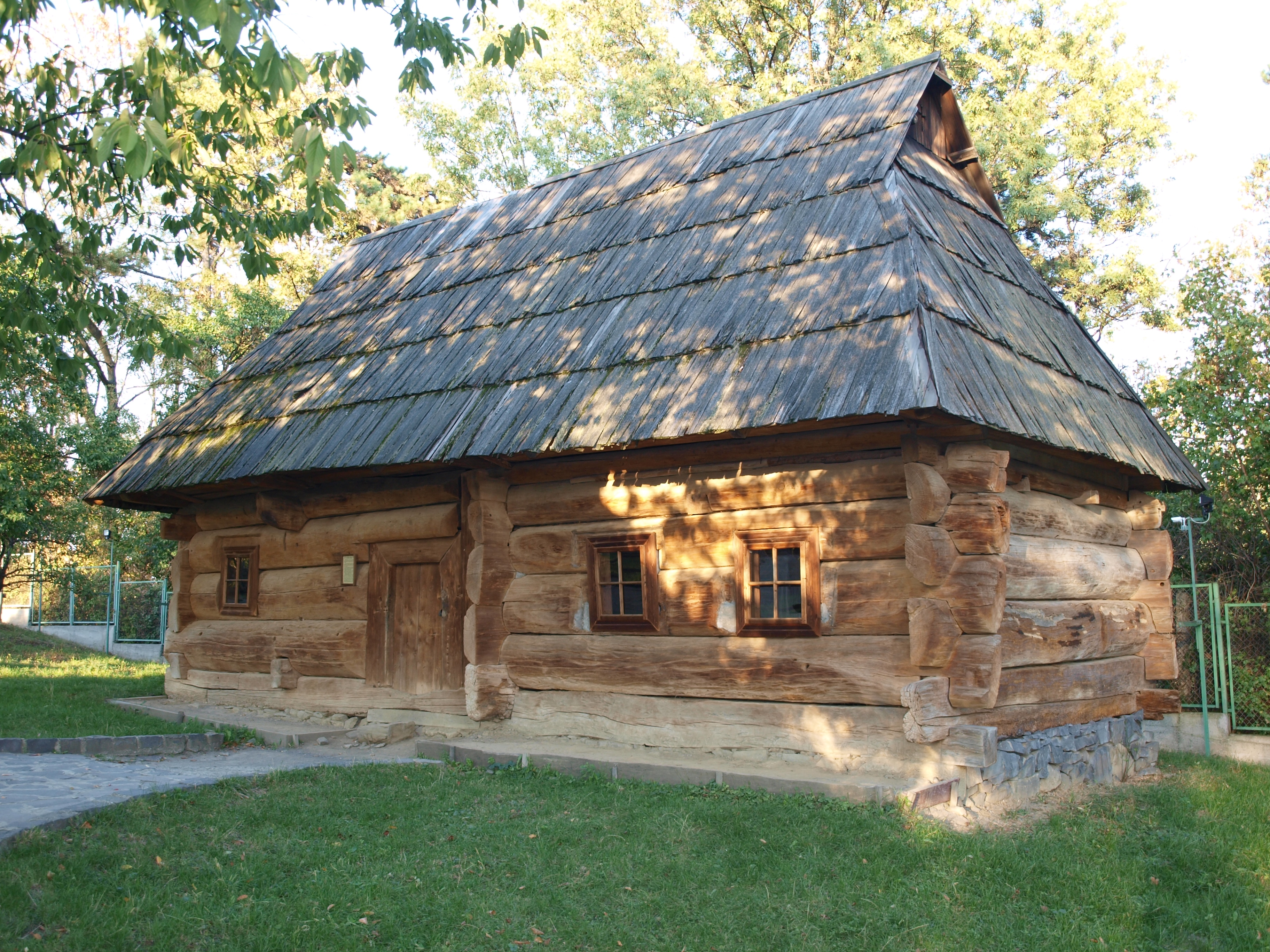
Закарпатська хата. Закарпатський музей народної архітектури та побуту
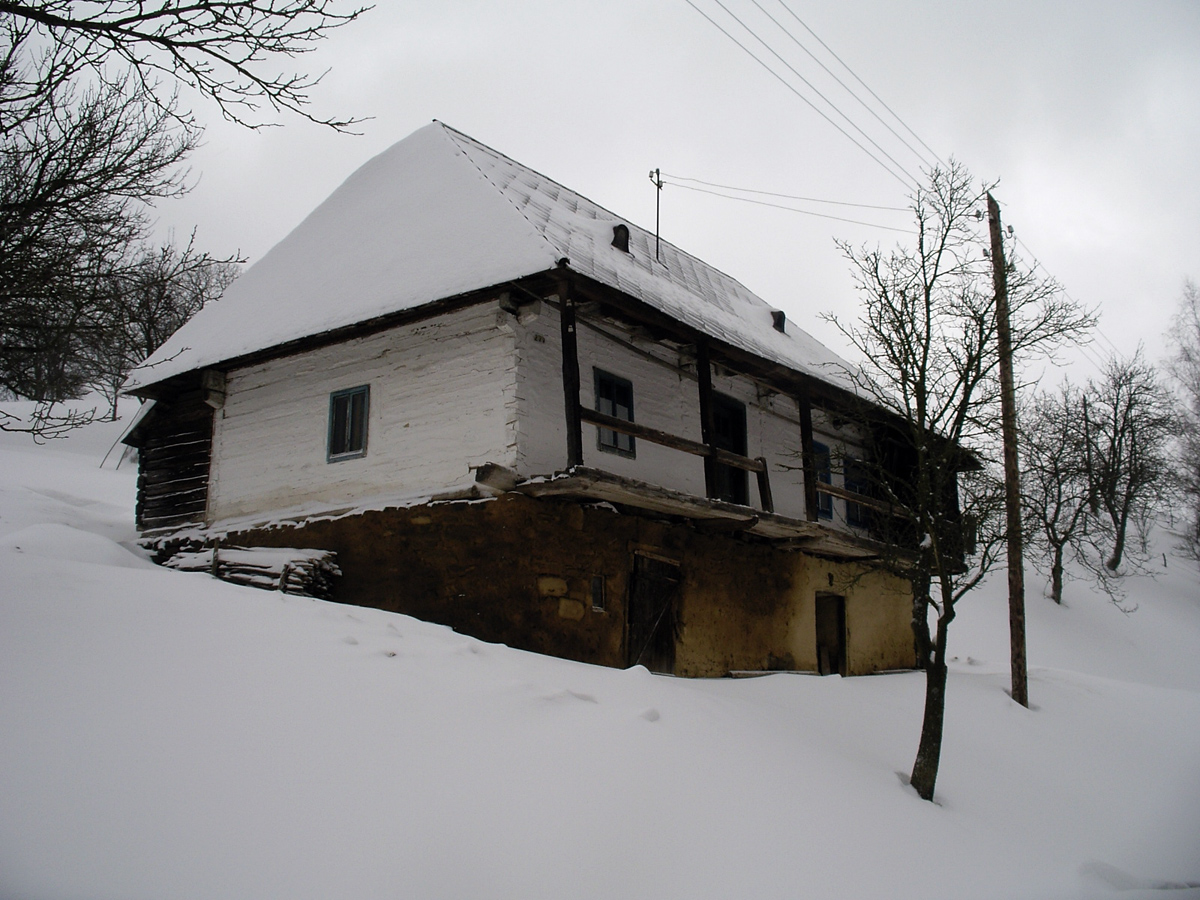
Хата в селі Вишка Закарпатської обл.
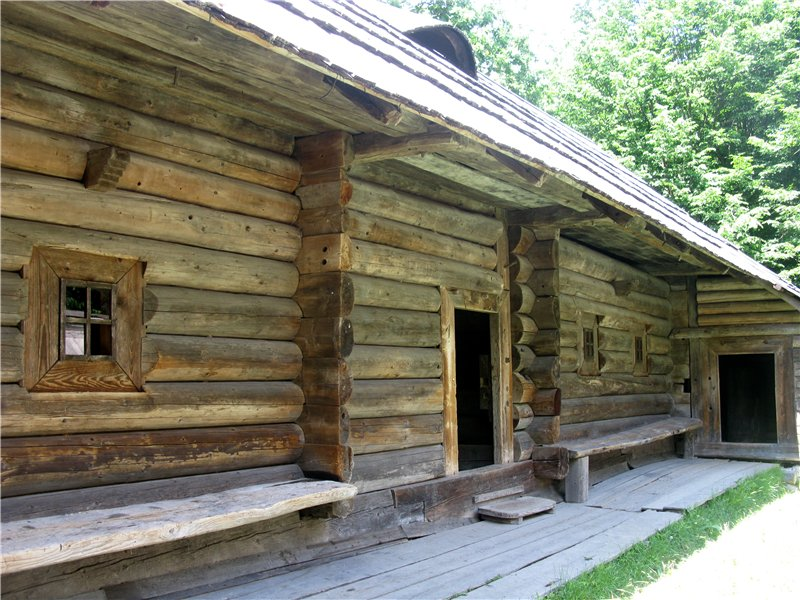
Гуцульська хата. Музей народної архітектури та побуту Прикарпаття
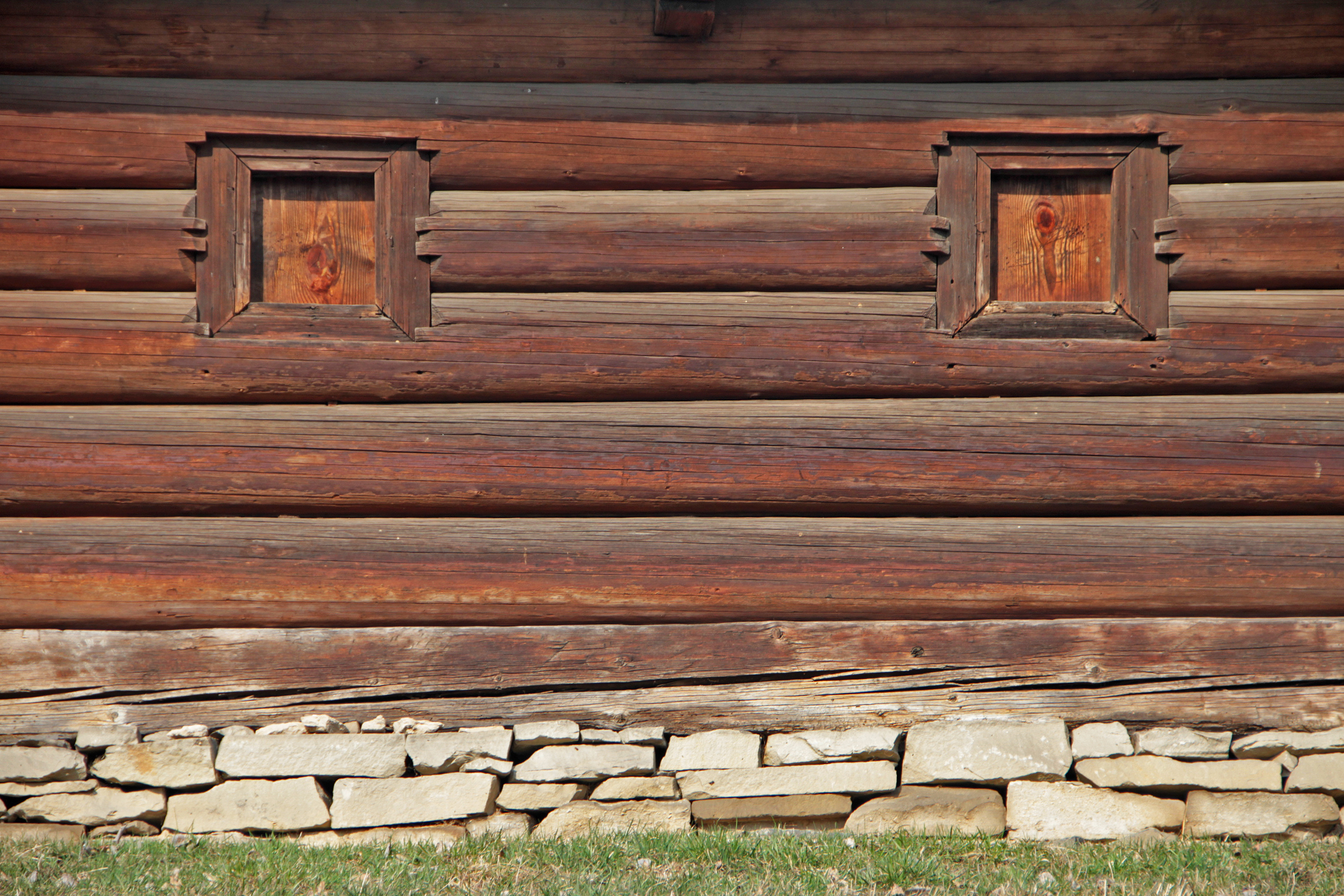
Віконця в колибі
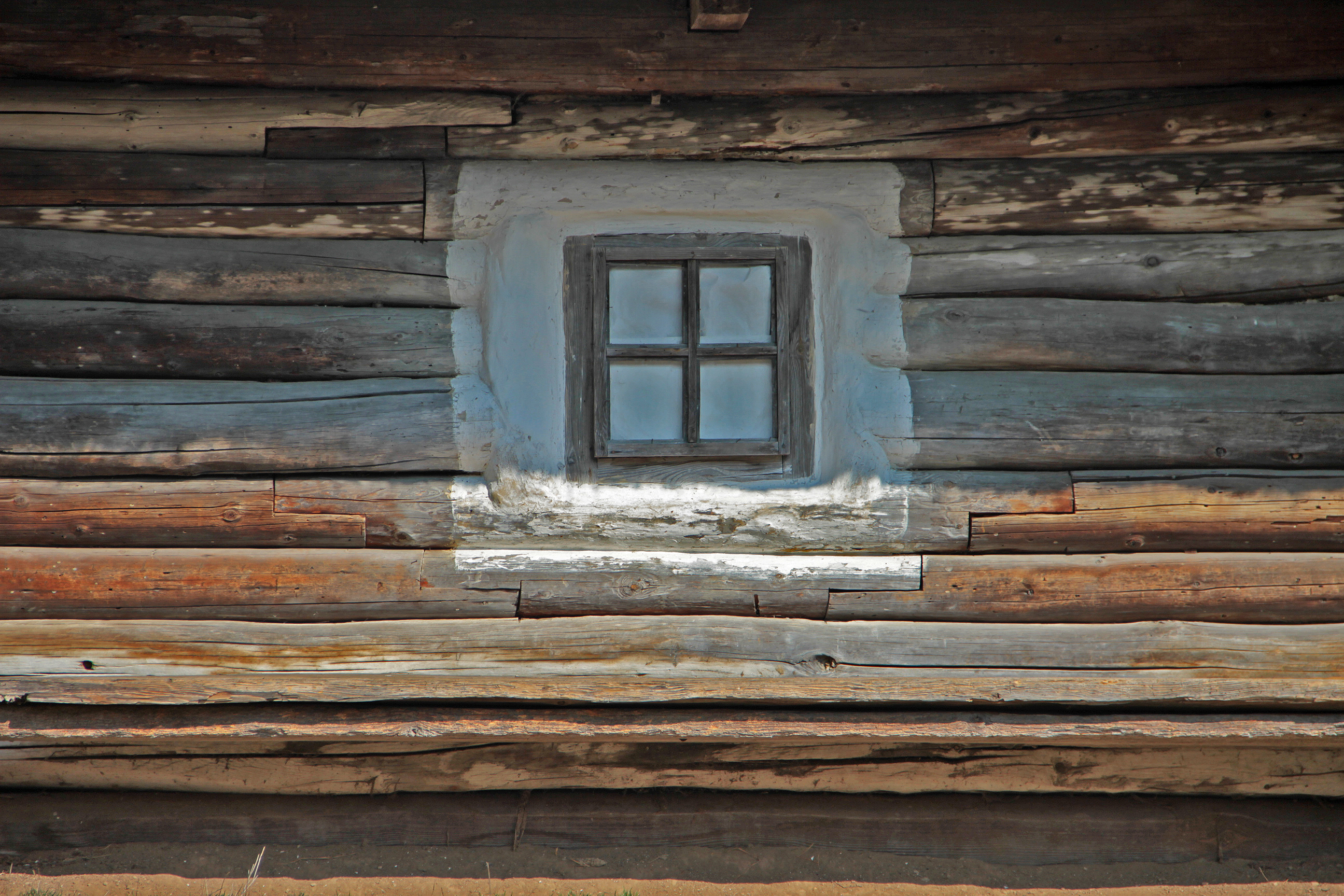
Вікно хати з села Коритне. Музей у Пирогові.
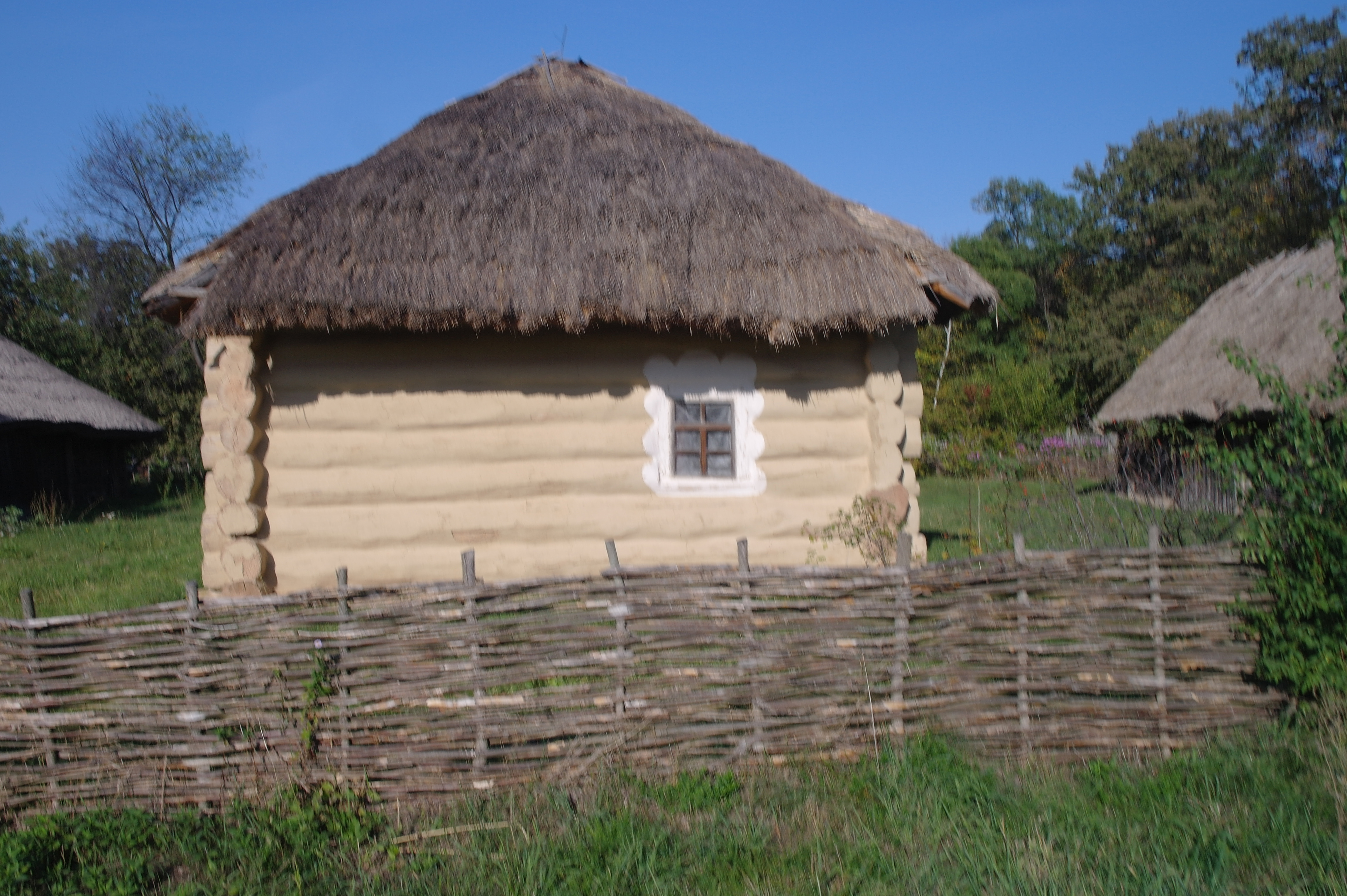
Обмазана глиною рублена хата. Музей у Пирогові.
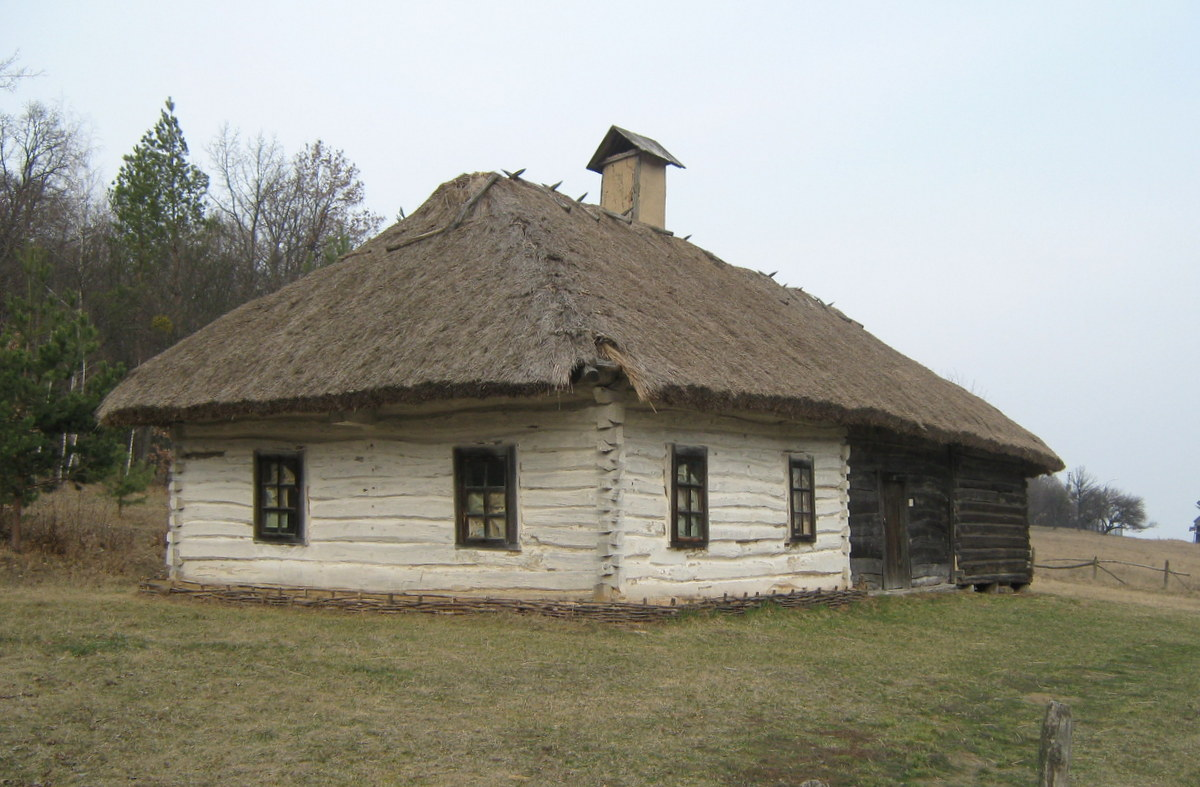
Рублена хата з села Бзів
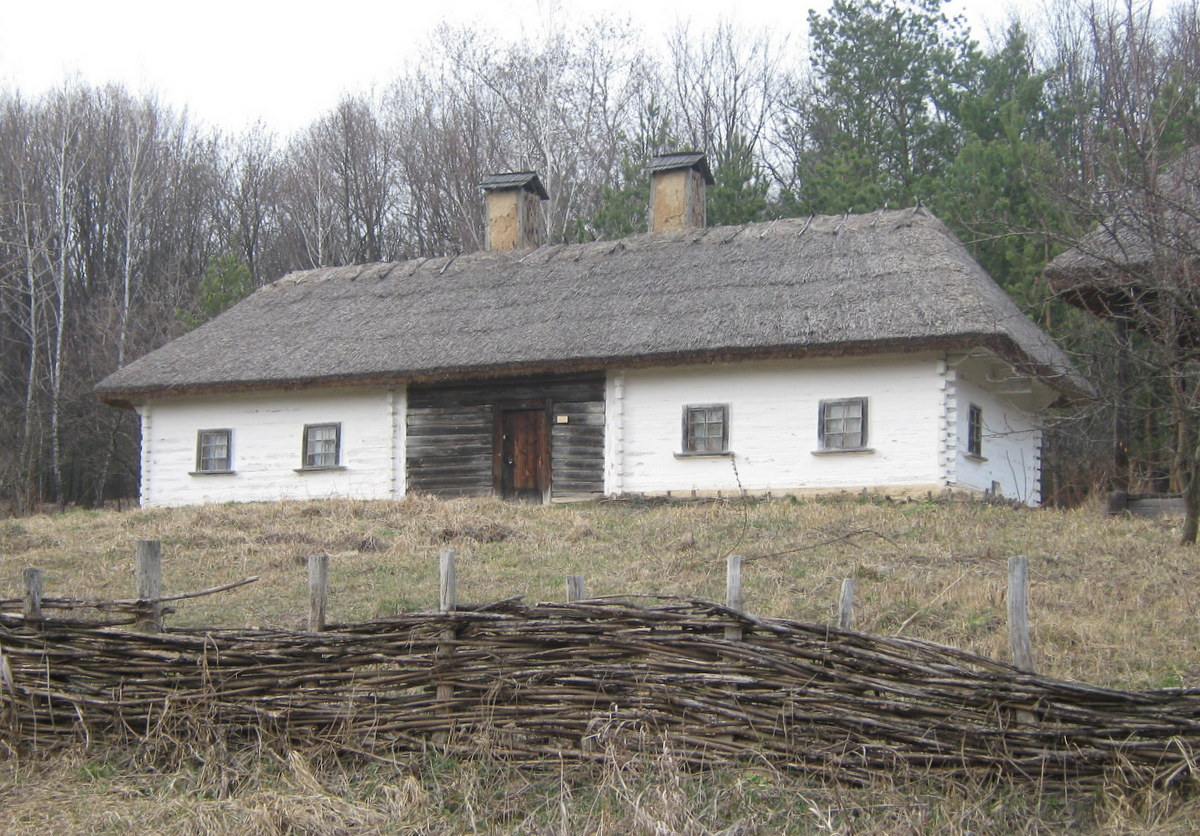
Хата з села Мала Каратуль